# Januarius Zick

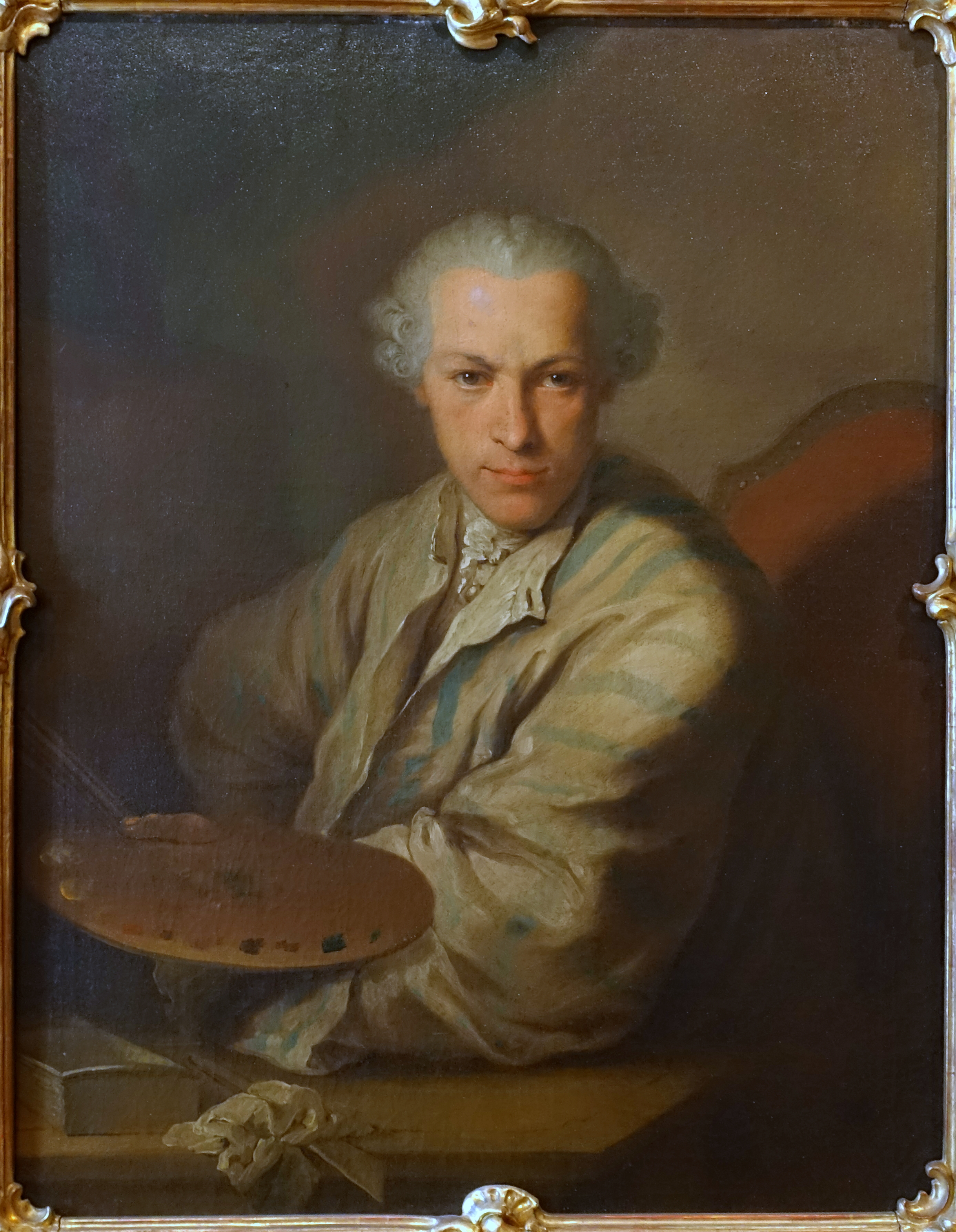
Selbstbildnis, 1757 (Museum für Franken, Würzburg)

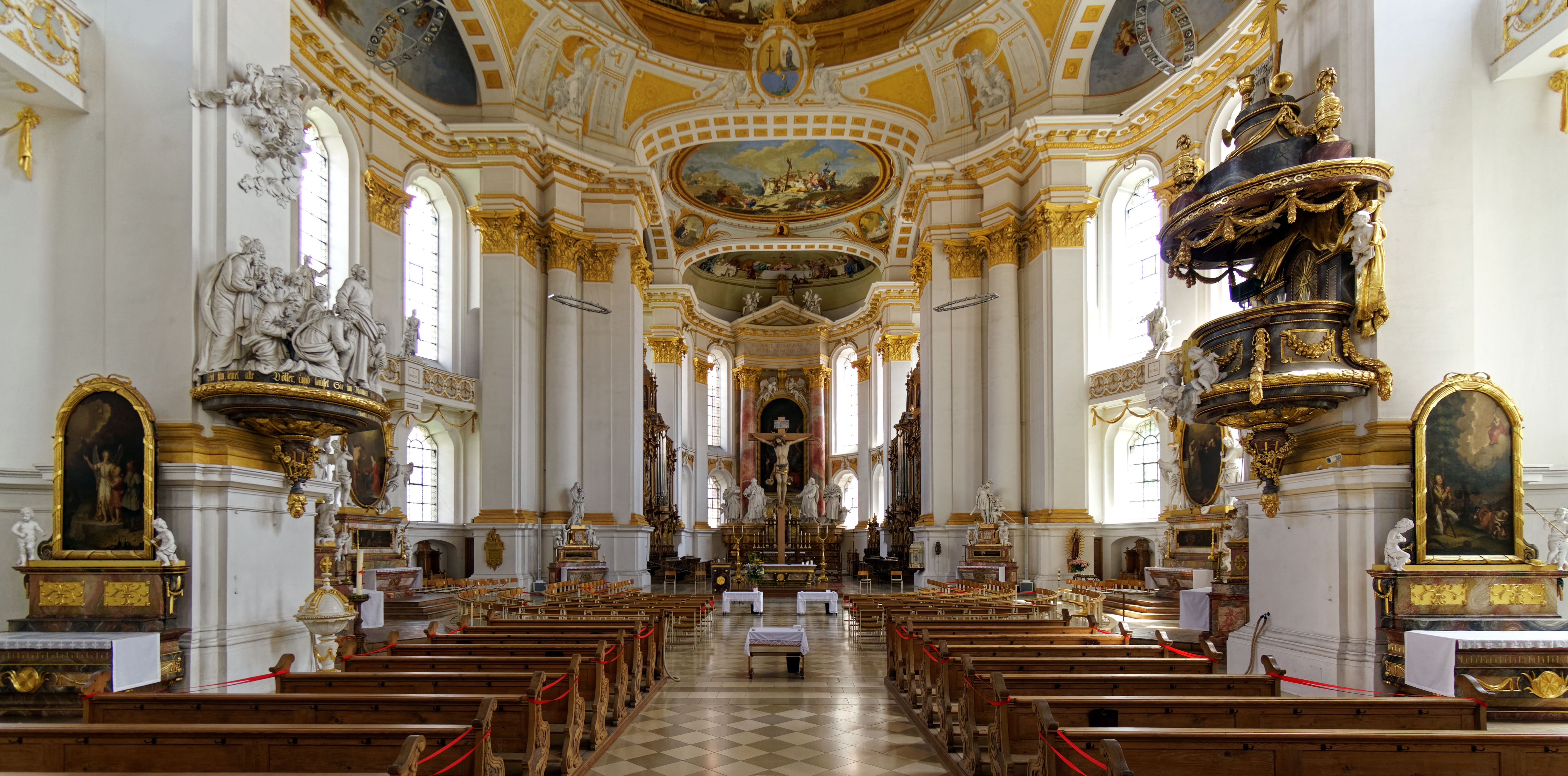
Kirche des Benediktinerklosters Wiblingen, 1778–1783

Johann Rasso Januarius Zick (* 6. Februar 1730 in München; † 14. November 1797 in Ehrenbreitstein) war ein deutscher Maler und Architekt in der Zeit der Ablösung des Spätbarocks durch den Frühklassizismus.

## Leben
Januarius Zick erlernte sein Handwerk als Freskomaler bei seinem Vater Johannes Zick. Als er vierzehn Jahre alt war, stürzte sein elfjähriger Bruder bei Hilfsarbeiten in der Abtei Weingarten vom Gerüst und starb. 1745–1748 absolvierte Januarius eine Maurerlehre bei Jakob Emele in Schussenried. Danach arbeitete er zusammen mit seinem Vater zuerst in der Würzburger Residenz und bis Mitte der 1750er Jahre an den Fresken in der Residenz in Bruchsal.
1756 begab sich Zick zur weiteren Ausbildung nach Paris, wo er Beziehungen zum Kunstbetrieb in Rom, Basel und Augsburg knüpfte. 1757 entstand das Bild Jean-Jacques Rousseau findet die Antwort auf die Preisaufgabe der Akademie von Dijon (Museum zu Allerheiligen, Schaffhausen).
Nach der Freskierung von Schloss Engers bei Neuwied im Jahre 1760 wurde Zick zum kurtrierischen Hofmaler ernannt. Er ließ sich in Ehrenbreitstein nieder, wo er die Wirtstochter Anna Maria Gruber (1745–1811) heiratete. Ab 1774 entwarf er Intarsienbilder für den Kunsttischler David Roentgen.
Ab den späten 1770er Jahren führte der Künstler bedeutende Freskoaufträge sowie Altarbilder in oberschwäbischen Kloster- und Pfarrkirchen aus. Ab Mitte der 1780er Jahre wechselte er ins Kurtrierer und Kurmainzer Gebiet.
Eines seiner vierzehn Kinder war der Porträt- und Landschaftsmaler Konrad Zick.

## Werke (Auswahl)

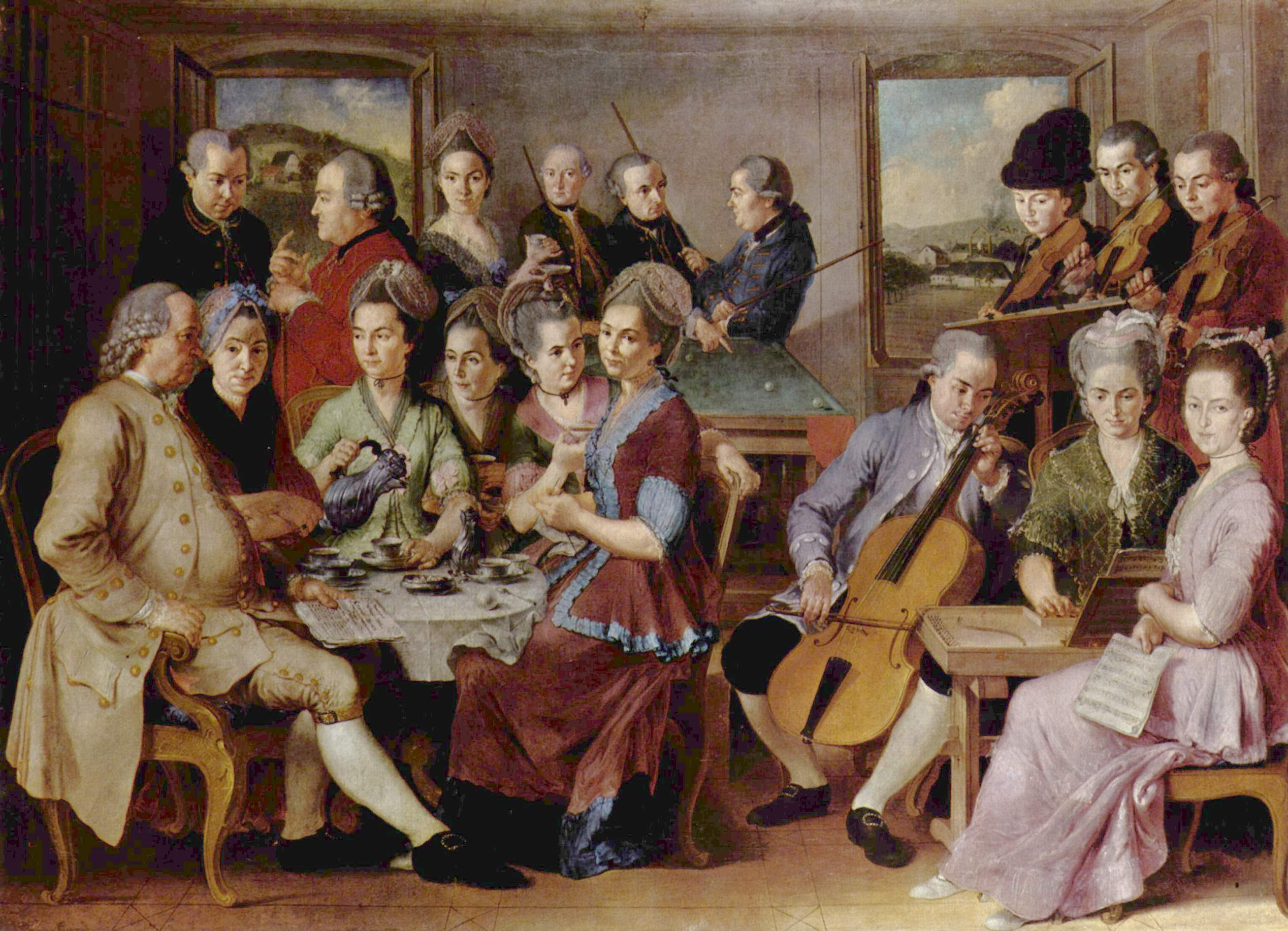
Familie Remy, 1776 (Germanisches Nationalmuseum Nürnberg)

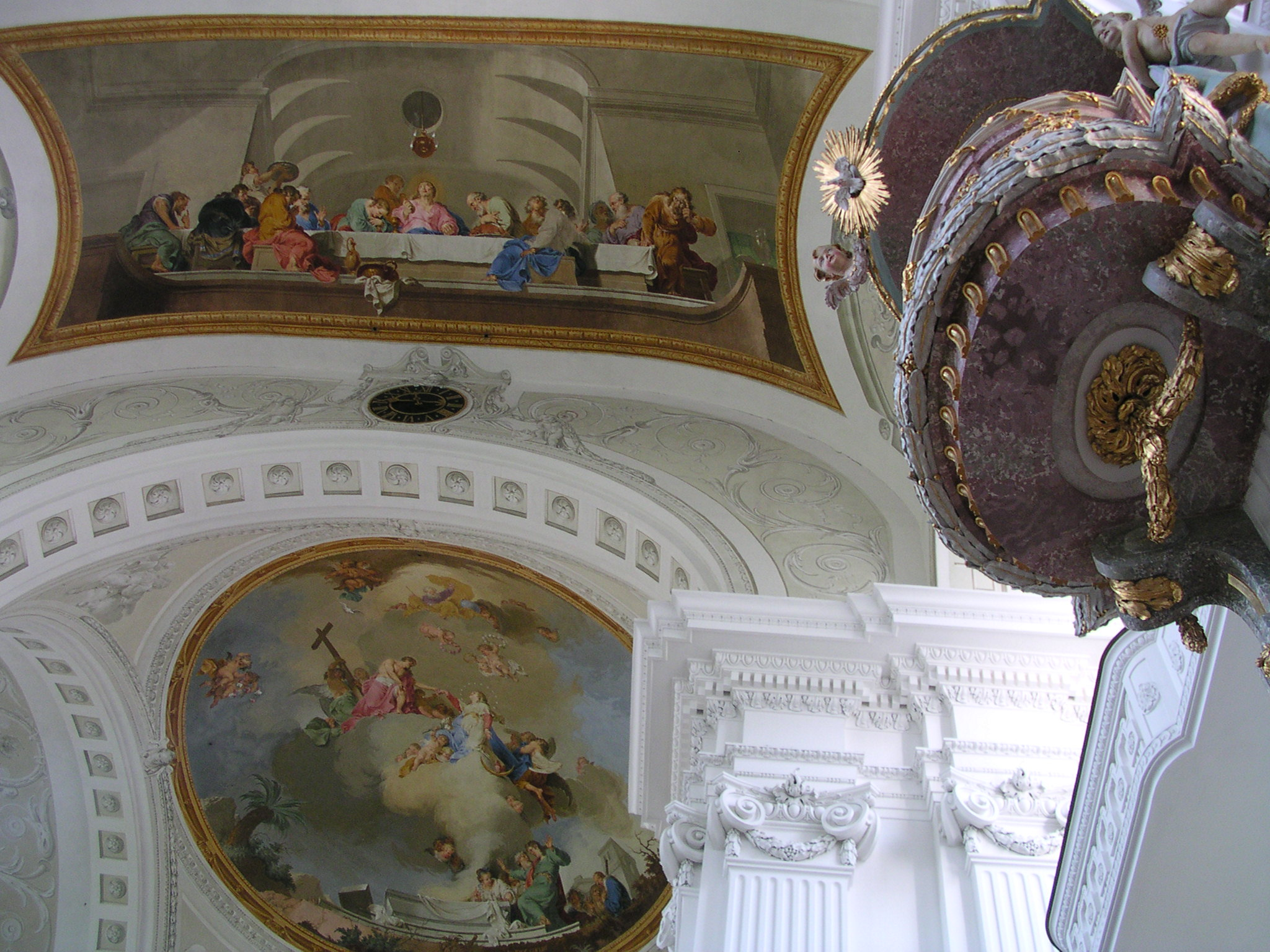
Abendmahl und Mariä Himmelfahrt, 1784 (St. Verena, Rot an der Rot)

- 1757: Selbstbildnis (Museum für Franken, Würzburg)
- 1757: Jean-Jacques Rousseau findet die Antwort auf die Preisaufgabe der Akademie von Dijon, Öl auf Kupfer (Museum zu Allerheiligen, Schaffhausen)
- 1760: Fresken in Schloss Engers
- 1766: Gemälde der Nebenaltäre im Querhaus der Kirche St. Theodor und Alexander des Klosters Ottobeuren
- vor 1769: Gemälde des Hochaltars und der Seitenaltäre in der Kapelle der Fürstin-Franziska-Christine-Stiftung in Essen-Steele
- 1770–1780: Luna und Endymion,  Öl auf Leinwand (Österreichische Galerie Belvedere, Wien)
- 1771: Hüttenherr Gottfried Peter de Requilé (Rheinisches Landesmuseum Bonn)
- 1776: Familie Remy (Germanisches Nationalmuseum Nürnberg)
- 1777: Merkur in der Werkstätte des Bildhauers (Mittelrhein-Museum Koblenz)
- 1778–1783: als Maler und Innenarchitekt für die Kirche des Benediktinerklosters Wiblingen tätig, Fertigstellung des von Johann Georg Specht begonnenen Neubaus
- 1780: Einweihung der Goldenen Kirche, Öl auf Leinwand (Abtei Prüm)
- 1780: Fresken in der Pfarrkirche Zell (Riedlingen)
- 1782: Pfarrkirche Dürrenwaldstetten
- 1782/83: Deckenfresken in der Kirche des Benediktinerklosters St. Peter und Paul in Oberelchingen bei Ulm
- 1784: Deckenfresko Zwölfjähriger Jesus im Tempel in der Kirche des Prämonstratenserklosters St. Verena, Rot an der Rot
- 1785: Freskant im Kurfürstlichen Schloss Koblenz
- 1786: Sankt Ignaz und Dompropstei in Mainz sowie Kirche des Augustinerklosters Triefenstein
- 1787: Akademiesaal des Kurfürstlichen Schlosses Mainz
- 1790: Altarblatt in der Hofkirche in Koblenz
- 1791: Versöhnung der Sabiner und Römer (Ulmer Museum)
- 1792/93: Palais Schweitzer in Frankfurt am Main
- (vor?) 1791: Gemälde des Hauptaltars der Pfarrkirche St. Johannes der Täufer in Schwerzen

## Galerie

### Kirchliche Kunst

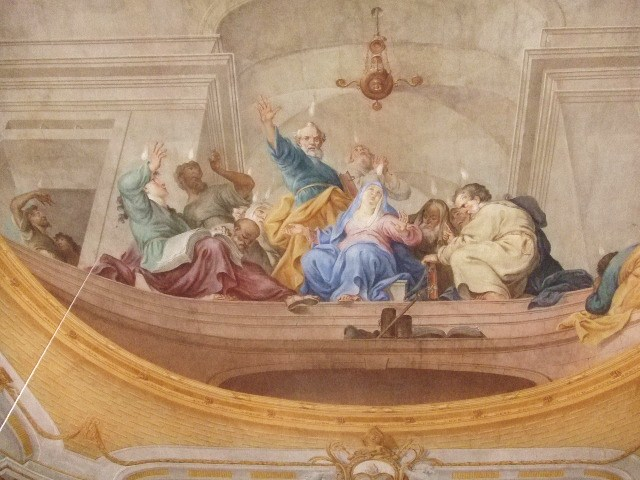
Pfingstwunder, 1780 (Pfarrkirche Zell, Riedlingen)
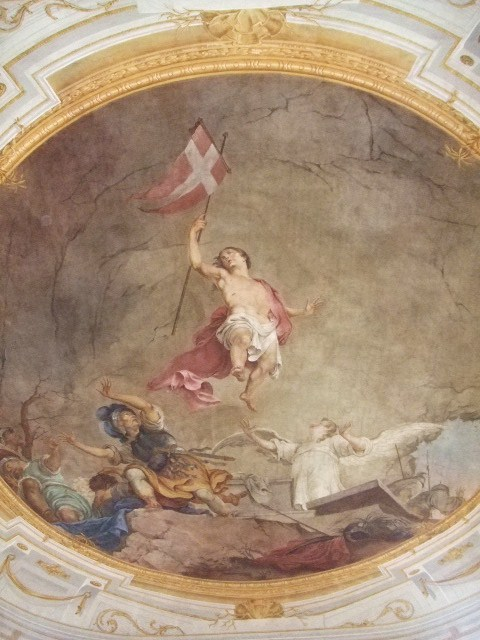
Christi Himmelfahrt, 1780 (Pfarrkirche Zell, Riedlingen)
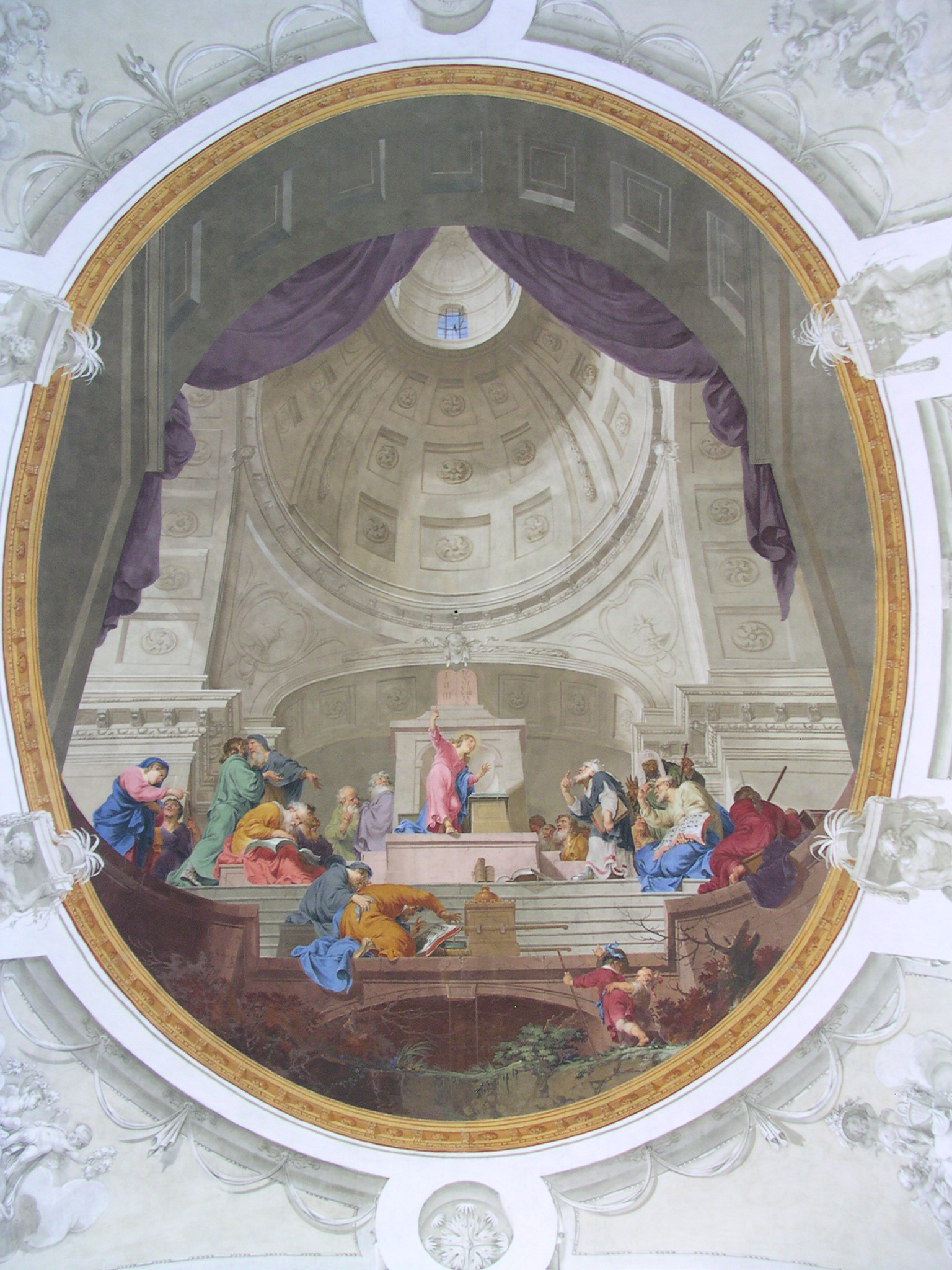
Jesus im Tempel, 1784 (Pfarrkirche St. Verena, Rot an der Rot)
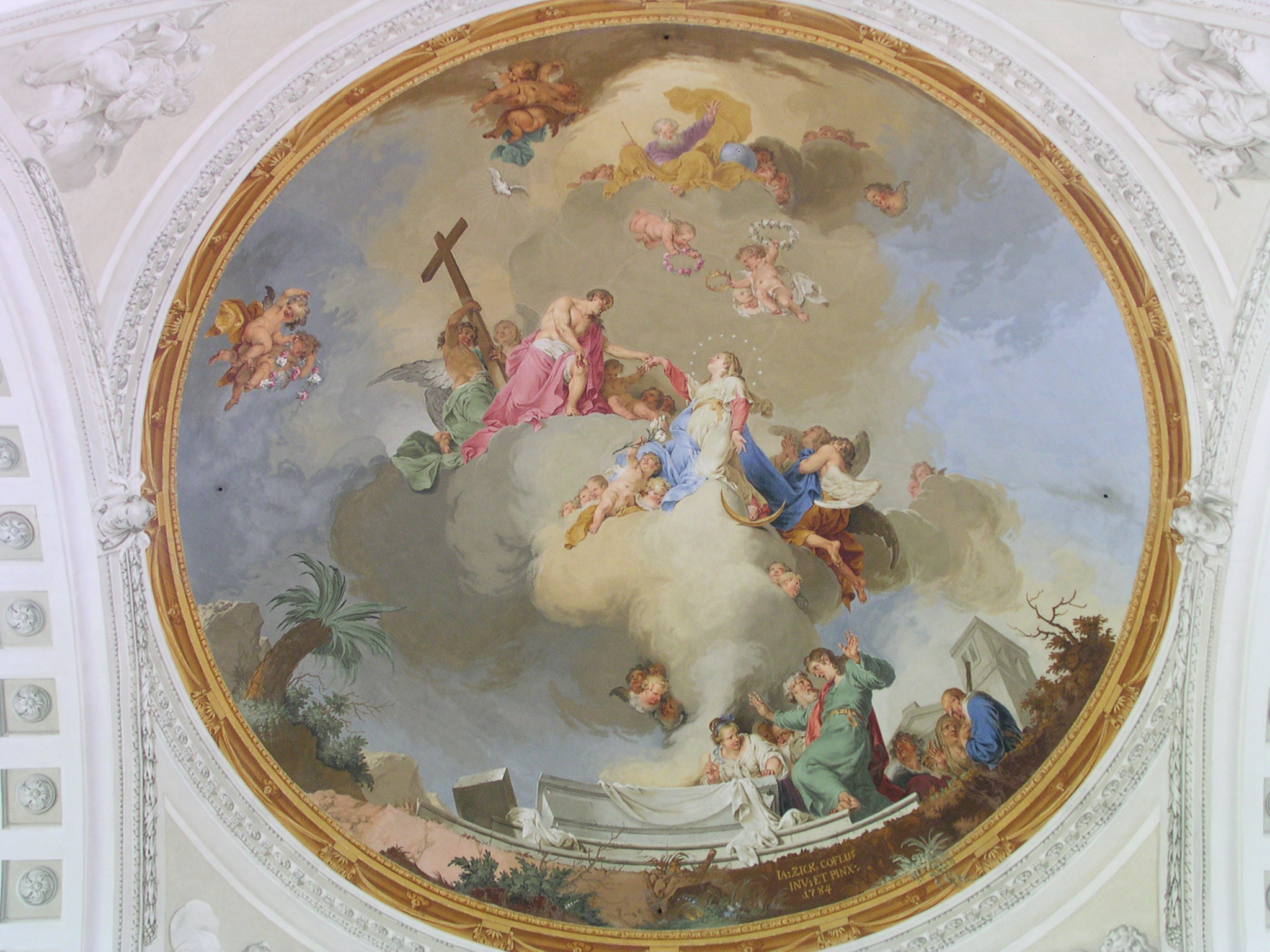
Mariä Himmelfahrt, 1784 (Pfarrkirche St. Verena, Rot an der Rot)
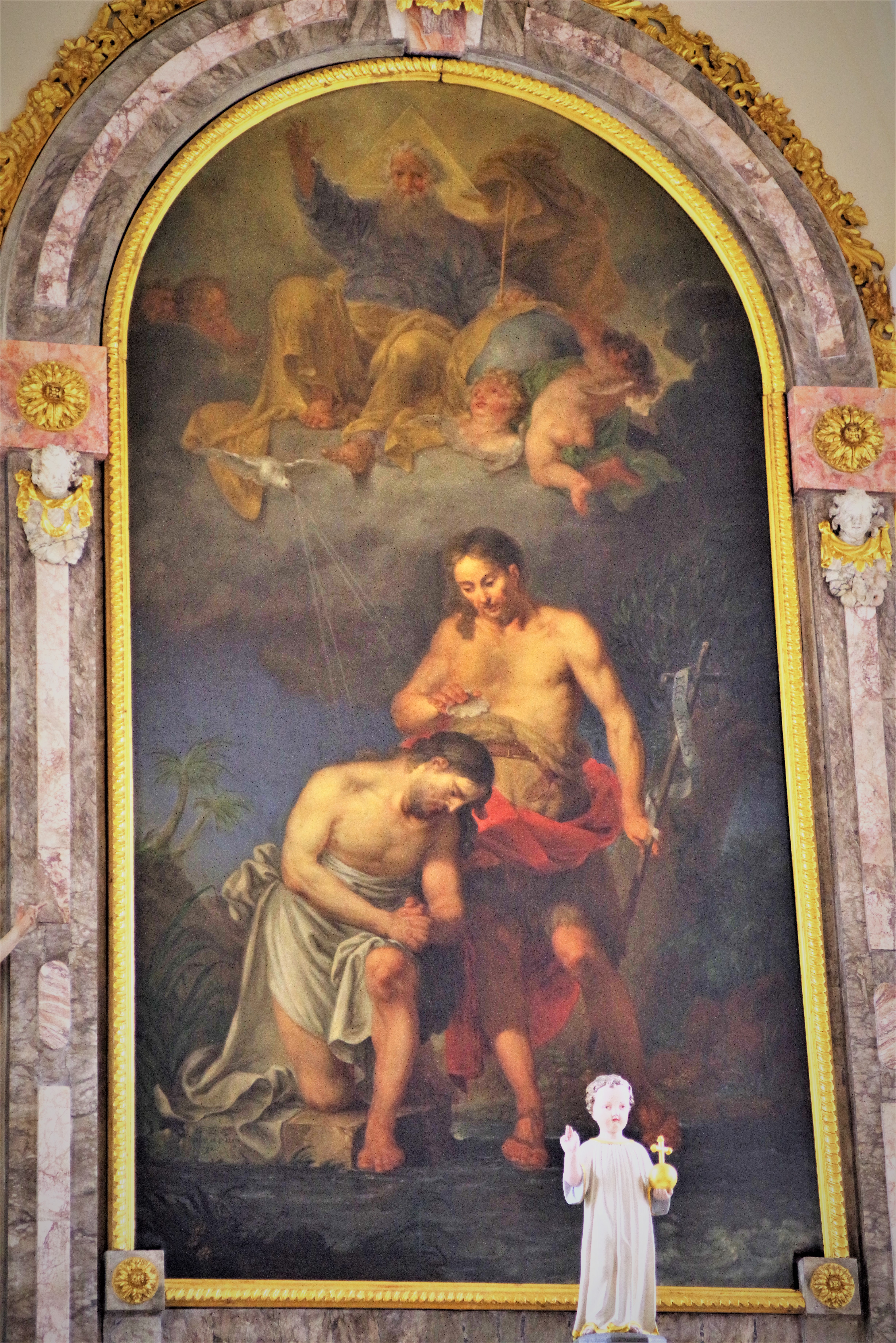
Pfarrkirche Schwerzen, Johannes tauft Jesus im Jordan, 1791 (?)

### Weltliche Kunst

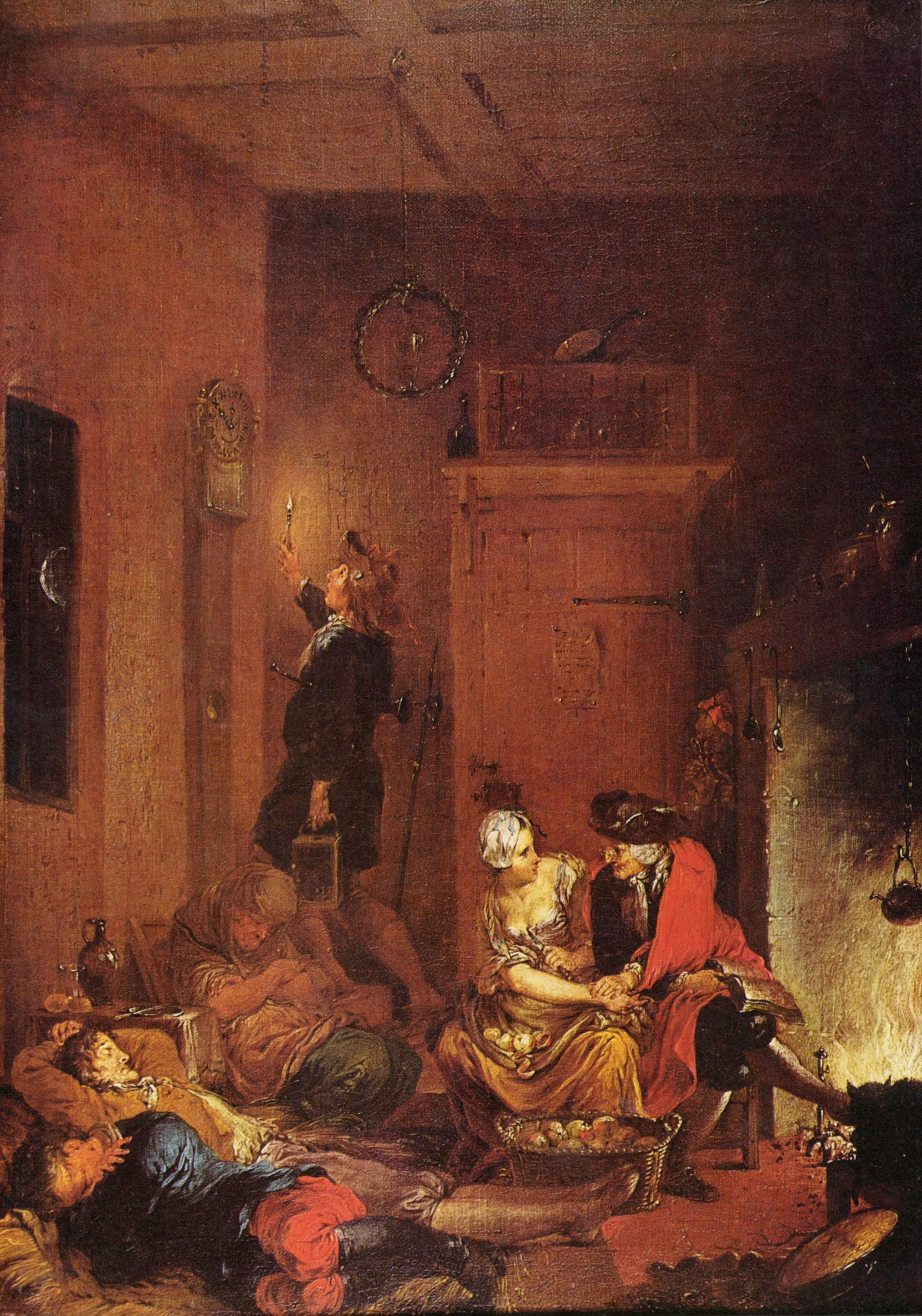
Nachtwache, um 1770 (Rheinisches Landesmuseum Bonn)
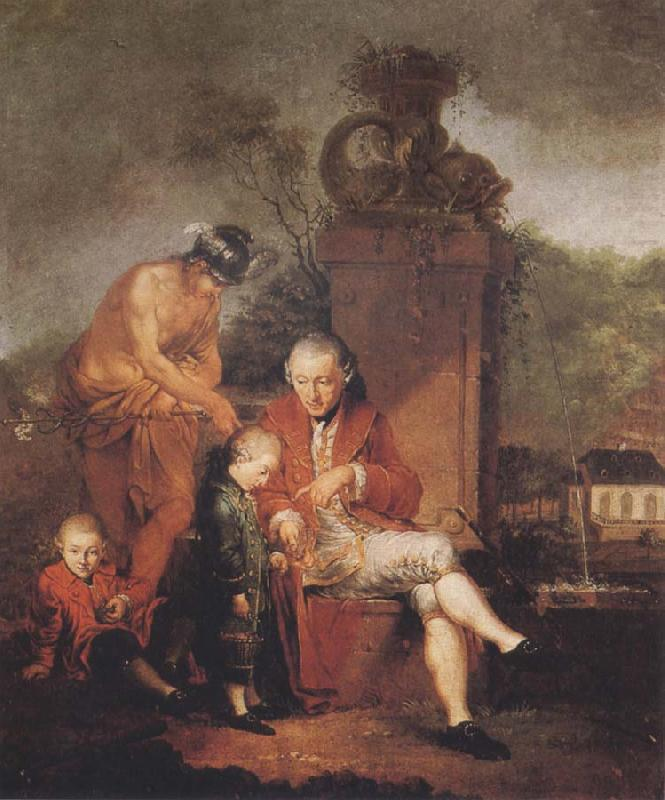
Hüttenherr Gottfried Peter de Requilé, 1771 (Rheinisches Landesmuseum Bonn)
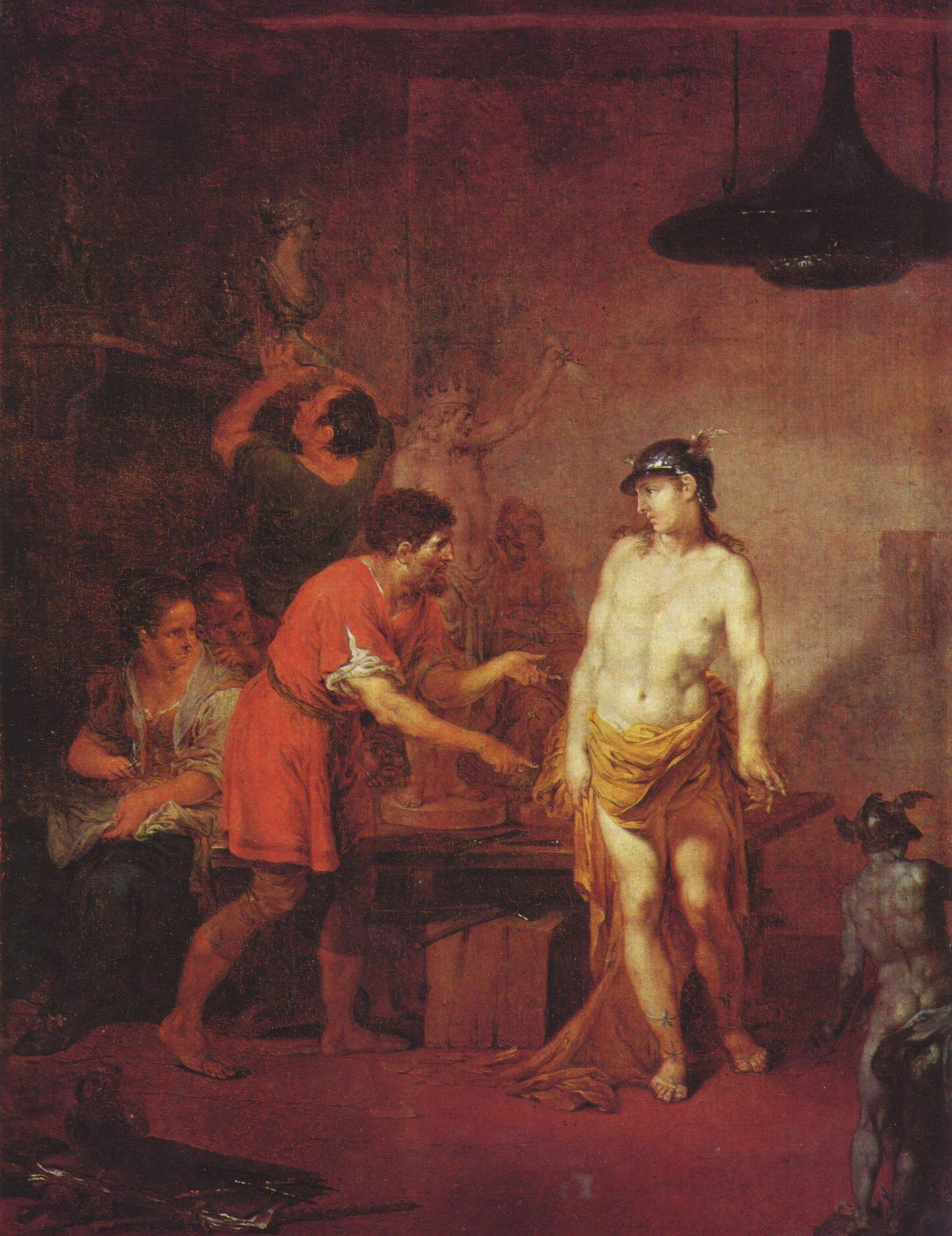
Merkur in der Werkstätte des Bildhauers, 1777 (Mittelrhein-Museum Koblenz)
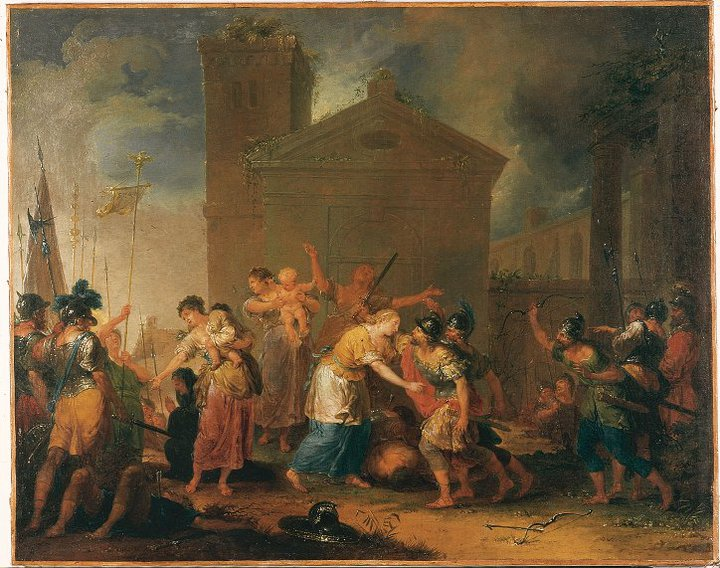
Versöhnung der Sabiner und Römer, 1791 (Ulmer Museum)

## Sonstiges

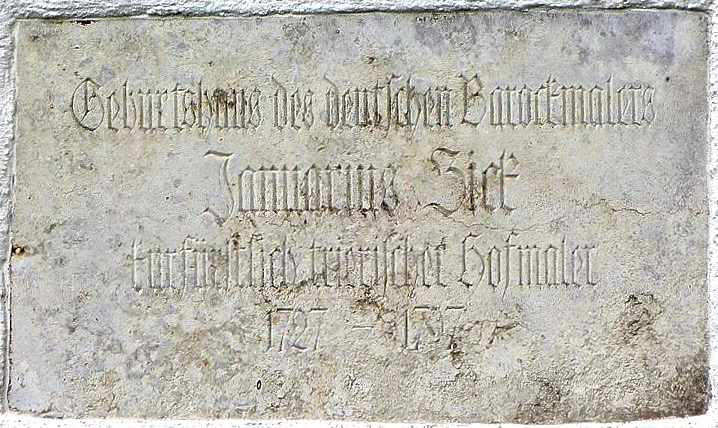
Gedenktafel in Lachen (Schwaben)

Nebenstehende moderne Gedenktafel behauptet, Januarius Zick sei – statt 1730 in München – 1727 wie sein Vater Johannes in Lachen (Schwaben) geboren worden. Das beruht vermutlich auf einer Verwechslung mit einem älteren Bruder, der ebenfalls auf den Namen Januarius getauft worden aber bereits als Säugling gestorben war.